# Kristóf István (politikus, 1912–1979)
Kristóf István (Kaposvár, 1912. augusztus 14. – Budapest, 1979 július 5.) magyar kommunista politikus.

## Életpályája
Eredeti foglalkozása bőripari munkás volt. 1927-től vett részt az ifjúmunkás mozgalomban. 1943-tól a bőripari szakszervezet titkára lett. 1945-től a MKP tagja volt (tagságának kezdetét később 1934-re módosították). 1942-ben a hadseregben folytatott kommunista agitáció vádjával letartóztatták, de bizonyítékok hiányában felmentették. 1944-ben megszökött a hadseregből és illegalitásba vonult. 1945-től a Bőripari Munkások Országos Szabad Szakszervezete titkára, 1947-49-ben főtitkára volt. 1949-51-ben az MDP Központi Vezetősége (KV) szervezési osztályának vezetője, 1951-53-ban a SZOT főtitkára, 1954-56-ban az MDP Központi Bizottságának elnöke.
1952-1961 között az Elnöki Tanács tagja, 1956-61-ben titkára,  1949-54-ben az MDP KV tagja. 1951-54-ben Politikai Bizottságának póttagja.
1961-től 1968-ig a Magyar–Szovjet Baráti Társaság főtitkára. 1968-as nyugalomba vonulása után is tagja maradt az MSZBT elnökségének.

## Főbb tisztségei
- Az MDP KV Szervezési Osztálya vezetője 1949. június 28.–1950. április 19.
- Az MDP KV Párt- és Tömegszervezetek Osztálya vezetője 1950. április 19.–1950. május 31.
- Az MDP KV póttagja 1950. május 31.–1951. március 1.
- Az MDP KV tagja 1951. március 1.–1954. május 30.
- Az MDP PB póttagja 1951. március 2.–1951. november 30.
- Az MDP KV titkára 1951. március 2.–1953. június 28.
- Az MDP KV Párt- és Tömegszervezetek Osztálya vezetője 1951. április 21.–1952. január 17.
- Az MDP KV Szervező Bizottsága tagja 1951. május 22.–1953. június 28.
- Az MDP PB tagja 1951. november 30.–1954. május 30.
- A Szakszervezetek Országos Tanácsa főtitkára 1952. január 17.–1953. március 1.
- A Szakszervezetek Országos Tanácsa elnöke 1953. március 1.–1954. június 26.
- Az MDP Központi Revíziós Bizottsága elnöke 1954. május 30.–1956. október 31.
- Az Elnöki Tanács titkára 1956. február 28.–1961. október 7.

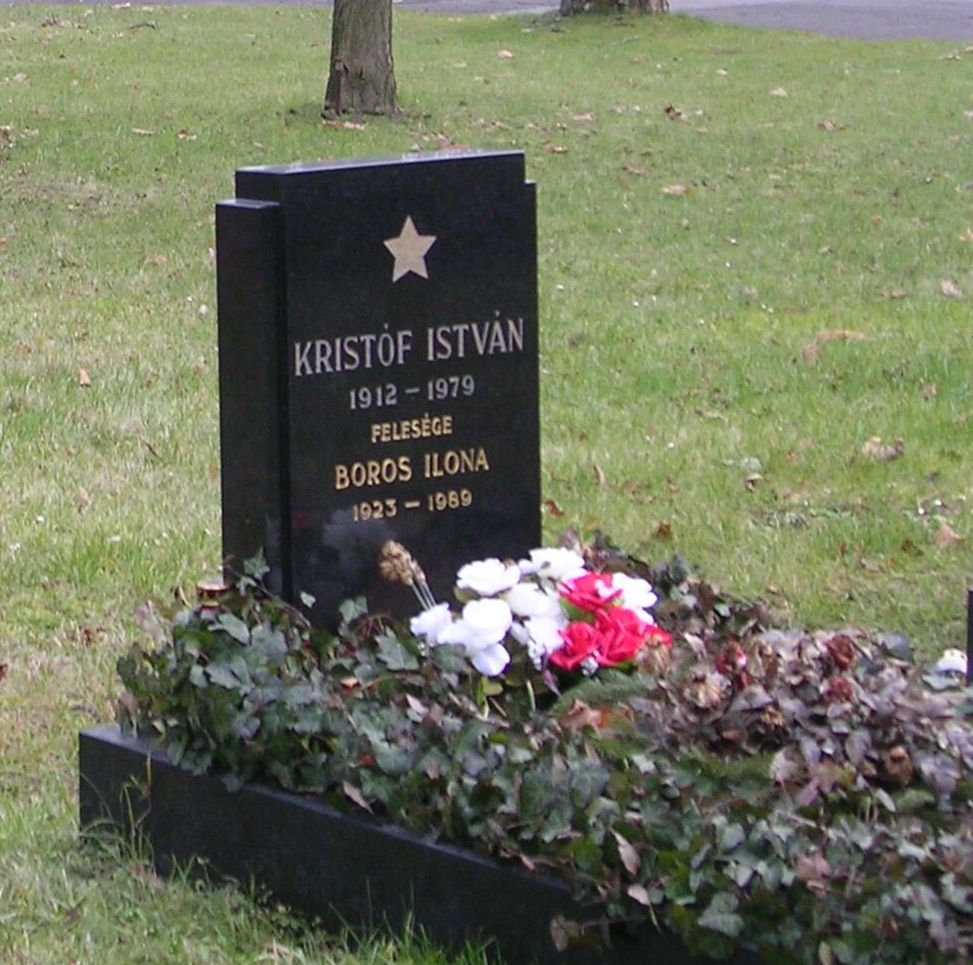
Sírja a Fiumei úti sírkertben (12-1-4)

## Díjai, elismerései
- Munkás-paraszt Hatalomért emlékérem (1958)[4]